# Bulbophyllum jiewhoei
Bulbophyllum jiewhoei là một loài phong lan thuộc chi Bulbophyllum.